# 克劳森 (犹他州)
克劳森（英文：Clawson），是美国犹他州埃默里县下属的一座城市。建市于 1897年，面积大约为0.71平方英里（1.8平方公里），海拔约为5,942英尺（1,811米）。根据2010年美国人口普查，该市有人口163人。